# Championnat du Pérou de football 1991
Navigation
Saison précédente Saison suivante
La saison 1991 du Championnat du Pérou de football est la soixante-troisième édition du championnat de première division au Pérou. La compétition regroupe quarante-et-une équipes du pays et se décompose en trois phases et deux tournois.
La première phase (Regional I) voit les équipes réparties en cinq poules régionales (Metropolitano, Nord, Centre, Oriental et Sud) où les clubs se rencontrent deux fois. Les huit meilleures formations se qualifient pour l'Octogonal, un tour de play-offs qui va qualifier quatre équipes pour la Liguilla Final, une poule unique où les équipes ne se rencontrent qu'une seule fois. L'équipe qui remporte la Liguilla se qualifie pour la finale nationale pour le titre et obtient également son billet pour la prochaine Copa Libertadores.
La deuxième phase (Regional II) a exactement le même fonctionnement que la première et qualifie une seconde équipe pour la finale nationale.
Le titre est enfin disputé entre les deux vainqueurs des tournois régionaux, lors d'un seul match.
C'est le club du Sporting Cristal qui remporte le championnat après avoir gagné les deux tournois saisonniers, il n'y a donc pas eu de finale nationale. C'est le 10e titre de champion du Pérou de l'histoire du club.
Cette édition est la dernière à se dérouler sous cette forme (championnats régionaux puis poule nationale). Dès la saison prochaine, un championnat à poule unique à deux divisions (Primera Division et Segunda Division) voit le jour, les participants de chaque division sont connus par le biais de leurs résultats lors des compétitions régionales de cette saison.

## Compétition
Le barème utilisé pour établir les différents classements est le suivant :
- Victoire : 2 points
- Match nul : 1 point
- Défaite, forfait ou abandon : 0 point

### Regional I

#### Équipes qualifiées
| - Alianza Lima (Metropolitan) - Sporting Cristal (Metropolitan) - Universitario de Deportes (Metropolitan) - Sport Boys (Metropolitan) | - Unión Huayllaspanca (Central) - Carlos A.Mannucci (Nord) - FBC Melgar (Sud) - Colegio Nacional Iquitos (Oriental) |

#### Octogonal
| Équipe 1            | Résultat | Équipe 2                  | Aller | Retour |
| ------------------- | -------- | ------------------------- | ----- | ------ |
| FBC Melgar          | 5 - 3    | Alianza Lima              | 3 - 0 | 2 - 3  |
| Unión Huayllaspanca | 0 - 4    | Universitario de Deportes | 0 - 0 | 0 - 4  |
| Sporting Cristal    | -        | Carlos A.Mannucci         | -     | -      |
| Sport Boys          | -        | Colegio Nacional Iquitos  | -     | -      |

#### Liguilla
| Rang | Équipe                    | Pts | J | G | N | P | Bp | Bc | Diff |  | Résultats (▼ dom., ► ext.) | Spo | Cri | Uni | FBC |
| ---- | ------------------------- | --- | - | - | - | - | -- | -- | ---- |  | -------------------------- | --- | --- | --- | --- |
| 1    | Sport Boys                | 4   | 3 | 1 | 2 | 0 | 4  | 1  | +3   |  | Sport Boys                 |     |     | 1-1 | 3-0 |
| 2    | Sporting Cristal          | 4   | 3 | 1 | 2 | 0 | 2  | 1  | +1   |  | Sporting Cristal           | 0-0 |     | 1-0 | 1-1 |
| 3    | Universitario de Deportes | 2   | 3 | 0 | 2 | 1 | 2  | 3  | -1   |  | Universitario de Deportes  |     |     |     | 1-1 |
| 4    | FBC Melgar                | 2   | 3 | 0 | 2 | 1 | 2  | 5  | -3   |  | FBC Melgar                 |     |     |     |     |

|  | Qualification pour le match de barrage |

#### Match de barrage
| Équipe 1         | Résultat | Équipe 2   |
| ---------------- | -------- | ---------- |
| Sporting Cristal | 1 - 0    | Sport Boys |

### Regional II

#### Équipes qualifiées
| - Defensor Lima (Metropolitan) - Sporting Cristal (Metropolitan) - Universitario de Deportes (Metropolitan) - Sport Boys (Metropolitan) | - León de Huánuco (Central) - Alianza Atlético (Nord) - FBC Melgar (Sud) - Colegio Nacional Iquitos (Oriental) |

#### Octogonal
| Équipe 1                 | Résultat | Équipe 2                  | Aller | Retour |
| ------------------------ | -------- | ------------------------- | ----- | ------ |
| Sport Boys               | 4 - 2    | León de Huánuco           | 1 - 0 | 3 - 2  |
| Alianza Atlético         | 2 - 7    | Universitario de Deportes | 1 - 3 | 1 - 4  |
| FBC Melgar               | 3 - 6    | Sporting Cristal          | 3 - 1 | 0 - 5  |
| Colegio Nacional Iquitos | 2 - 3    | Defensor Lima             | 1 - 1 | 1 - 2  |

#### Liguilla
| Rang | Équipe                    | Pts | J | G | N | P | Bp | Bc | Diff |  | Résultats (▼ dom., ► ext.) | Cri | Uni | Spo | Def |
| ---- | ------------------------- | --- | - | - | - | - | -- | -- | ---- |  | -------------------------- | --- | --- | --- | --- |
| 1    | Sporting Cristal          | 4   | 3 | 2 | 0 | 1 | 5  | 3  | +2   |  | Sporting Cristal           |     |     |     |     |
| 2    | Universitario de Deportes | 4   | 3 | 1 | 2 | 0 | 4  | 3  | +1   |  | Universitario de Deportes  | 1-0 |     | 1-1 | 2-2 |
| 3    | Sport Boys                | 3   | 3 | 1 | 1 | 1 | 3  | 3  | 0    |  | Sport Boys                 | 1-2 |     |     | 2-0 |
| 4    | Defensor Lima             | 1   | 3 | 0 | 1 | 2 | 3  | 6  | -3   |  | Defensor Lima              | 1-2 |     |     |     |

|  | Qualification pour le match de barrage |

#### Match de barrage
| Équipe 1                  | Résultat      | Équipe 2         |
| ------------------------- | ------------- | ---------------- |
| Universitario de Deportes | 1 - 1 6-7 tab | Sporting Cristal |

### Barrage pré-Libertadores
Le Sporting Cristal ayant remporté les deux tournois, un barrage est organisé entre les deux deuxièmes afin de déterminer le deuxième club qualifié pour la prochaine édition de la Copa Libertadores.
| 22 décembre 1991 | Sport Boys        | 3 - 3 | Universitario de Deportes | Estadio Nacional, Lima |  |
|                  |                   |       |                           |                        |  |
|                  | Tirs au but 4 - 1 |       |                           |                        |  |

## Bilan de la saison
| Championnat du Pérou de football 1991 |                              |
| Champion                              | Sporting Cristal (10e titre) |
| Qualifications continentales          |                              |
| Copa Libertadores 1992                | Sporting Cristal             |
| Copa Libertadores 1992                | Sport Boys                   |
| Promotions et relégations             |                              |
| Promus en Primera División            | Aucun                        |
| Relégués en Segunda División          | Aucun                        |